# 鰻丼
鰻丼（うなぎどんぶり、略称:うなどん）は、日本の丼料理。丼鉢に盛った白飯の上に鰻の蒲焼を載せたもの。江戸・東京の郷土料理とされる日本料理の一つである。鰻飯（うなぎめし、まんめし）、まむしとも呼ばれる。また派生料理として鰻重（うなぎじゅう、略称：うなじゅう）がある（後述）。

## 概要
丼鉢に飯をよそってタレをかけ、鰻の蒲焼を載せる。地域によっては上からさらに飯を盛り、鰻を覆い隠すこともある。薬味には粉山椒、箸休めとして奈良漬などの漬物、肝吸いなどが添えられる。「丼」という名称であるが、陶磁器ではなく丸型の漆器の椀が使用されることも多い。
タレは醤油とみりんを主として作られ、多くの店では少しずつ継ぎ足しながら大切に使用される。鰻から出る脂や旨味、焦げた皮や炭の香りが加わることでコクや深みが生まれ、老舗ならではの味へと熟成されていくという。
山椒の粉は食べる直前に振りかける。山椒は脂の多い鰻をさっぱりと食べるための工夫であり、消化を助けたり泥臭さを消す効果があるとされる。
国産の鰻が高値であるため、鰻丼の値段も高く設定されている場合が多い。値段に幅はあるものの、安いものでも1000円台。高いものだと10000円を越すものもある。これらの理由から、「高級な日本食=鰻丼」を思い浮かべる人も多い。

## 歴史
丼飯の歴史の中で最も古く、文化年間（1804 - 1818年）に誕生したとされる。
由来には諸説あり、宮川政運の『俗事百工起源』（1885年）には、堺町（現在の東京都中央区日本橋人形町3丁目）の芝居小屋「中村座」のスポンサー・大久保今助が、蒲焼きが冷めないように、丼飯の間に挟ませて芝居小屋に届けさせたのが、鰻飯の起源と書かれている。この大久保による鰻飯の起源となったのは、茨城県龍ケ崎市にある牛久沼である。
ただし、青葱堂冬圃の『真佐真のかつら』（1857年）には、著者の幼少時に葺屋町（堺町の隣町）の裏長屋で鰻丼が売られていたとの記述もあり、大久保以前に同じような工夫をしている人がいたことが過去の文献からはわかっている。
調理法の変遷にもいわれは多く、一説には江戸時代の蒲焼きはタレを付けて焼き上げた地焼きだったが、明治時代になると焼く過程で蒸す方法が取り入れられ、大正時代には蒸す技術が確立された。そうすると、飯の間に蒲焼きを挟むと二重に蒸すことになり、東京では中入れタイプの鰻飯は姿を消し、現在のようにウナギはご飯の上に乗るようになったという。
他方、鰻丼のはじまりの頃は、焼いた鰻が冷めぬよう飯と飯の間に挟み、飯の上にも載せるスタイルが一般的であったが、江戸の鰻は蒸して柔らかく仕上げるため身が崩れやすく、しだいに飯の上に鰻を載せるのみとなっていった。これに対し関西ではあらかじめ鰻を蒸すことがないため身が崩れず、その結果飯のあいだに挟むスタイルが現在に至るまで残ったとする説もある。
明治時代になると、鰻飯は鰻丼（うなぎどんぶり）とも呼ばれ、まもなく鰻丼（うなどん）と略称され、名が定着した。さらにウナギが重箱に盛りつけられるようになると、鰻重と呼ばれ、鰻丼よりも見栄えが良いことから鰻丼の人気を凌ぐようになった。

## 同種・類似の料理

### 鰻飯
鰻丼は、鰻飯（うなぎめし、まんめし）とも呼ばれる。江戸時代後期の風俗を記した『守貞謾稿』には、京都大阪では「まぶし」、江戸では「鰻丼飯」の略として単に「どんぶり」という呼称が一般的であったと記されている。

### まむし
近畿地方では鰻丼のことを「まむし」と呼び、「真蒸」などの字が当てられることもある。語源は鰻飯（まんめし）が訛ったとする説や、飯に鰻やタレをまぶした「まぶし」から転じたという説、鰻を飯の間に挟んで蒸らす意の「ままむし（飯蒸し）」もしくは「まむし（間蒸し）」に由来するなどの説がある。丼鉢や重箱でなく飯櫃に盛り付けたもののことを、近畿ではひつまむし、中京地方ではひつまぶしと呼んでいる。蛇のマムシ（蝮）とは無関係であるが、これに由来するとする俗説が語られることもある。

### 鰻重

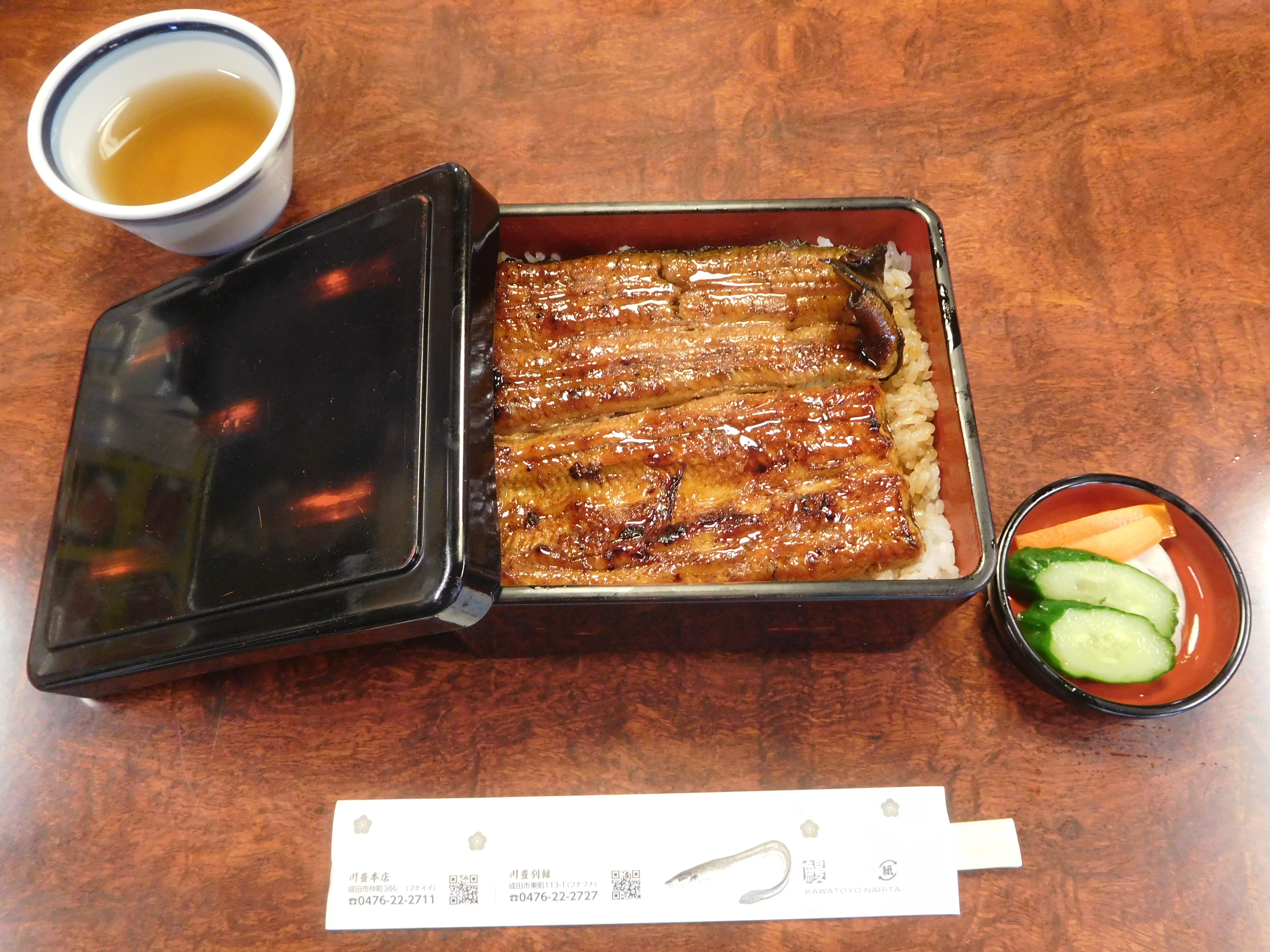
鰻重（川豊本店）

食器として重箱を用いる場合は鰻重（うなぎじゅう、略称：うなじゅう）と呼ばれる。鰻丼との違いは器のみであるが、鰻丼と鰻重の両方を置く飲食店においては、一般に鰻丼よりも鰻の量が多く、肝吸いや小鉢などの付く上位メニューとして位置付けされている。
鰻丼や鰻重には「上」や「特上」といったランク付けがあるが、これはうなぎの量の違いだけで、質は基本的に変わらない。これは鰻の仕入先が通常は一箇所からのみであるためで、産地の異なる鰻を用いる場合はその旨が特記される。
鰻重とは、御飯と鰻の蒲焼を下から「飯」「鰻」「飯」「鰻」と交互に重ねる「鰻重ね」を意味したという説もある。

### うなぎめし・うなぎ弁当（駅弁）
鰻丼は駅弁としても定番であり、特に一大産地である浜名湖に近い浜松駅の名物として知られる。駅弁として売られる際には折箱に入れられるため、鰻丼や鰻重ではなく「うなぎめし」「うなぎ弁当」と表記される例が多い。

## 逸話

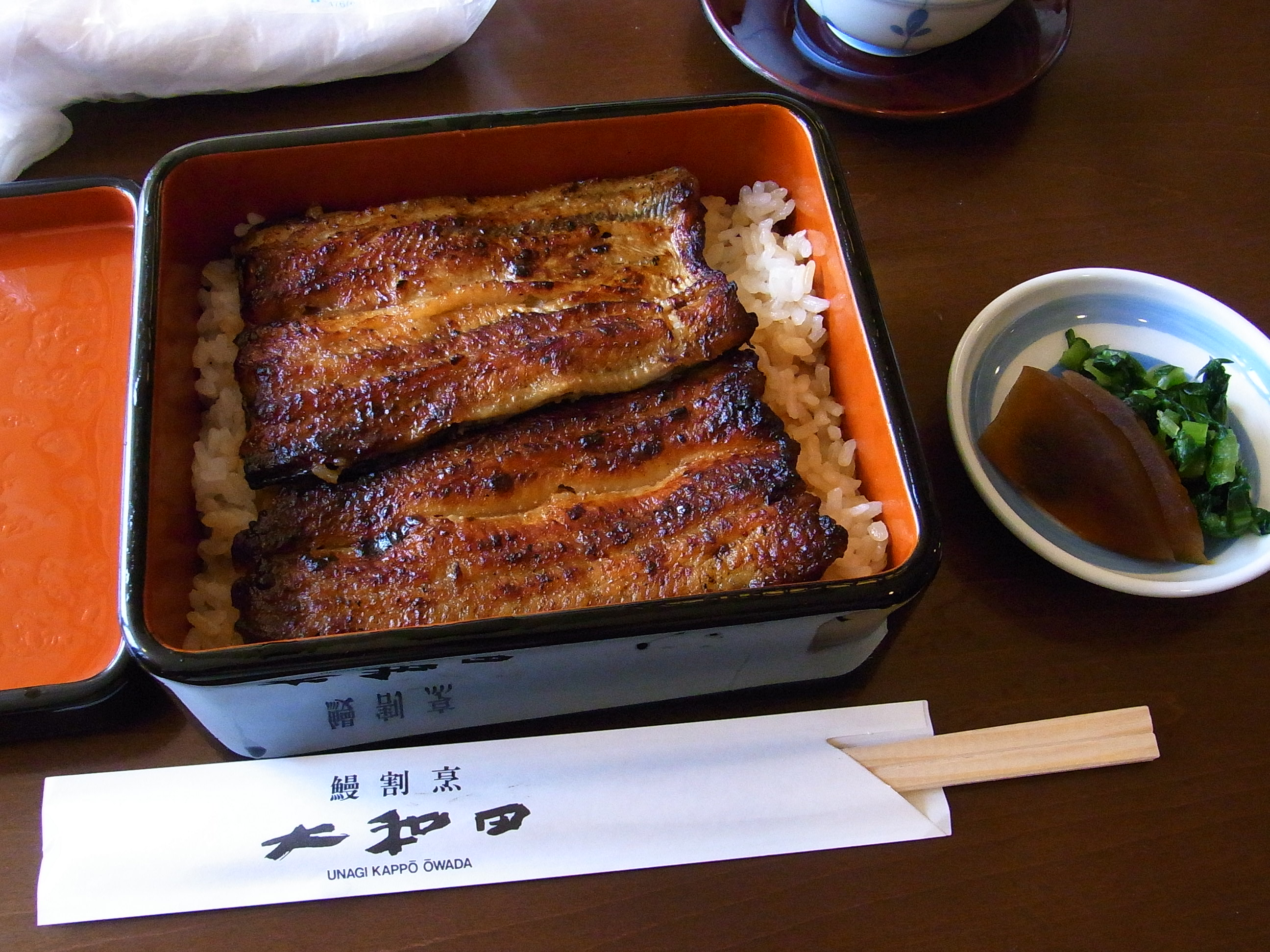
「鰻香内閣」の逸話の元となった鰻割烹大和田の鰻重（2011年）

- 鰻丼は香りが特徴的で鰻屋の店先まで漂うことから、「鰻屋の前で毎日香りをおかずに飯を食う男性が居て、腹を立てた鰻屋が香りの嗅ぎ代を請求すると、銭をジャラジャラ鳴らして『嗅ぎ代だから音だけで十分だろう』とやり返した」という小咄がある。
- 1914年に次期首相に指名されながら組閣に失敗して大命を拝辞した清浦奎吾は、組閣難航中に「大和田（当時人気の鰻屋）の前を通っているようなもので匂いはするが御膳はなかなか出て来ない」とぼやいたことがあり、この時のいきさつは「鰻香内閣」と呼ばれている（なお清浦は10年後の1924年に首相に就任、「御膳」にありついた）。
- 老舗の鰻屋では、たれだけで飯を食べられるとの声も多い[8][9]。東京都千代田区の「ふな亀」（2008年閉店[10]）のメニューには、飯にたれをかけただけの「うなだれ丼」があった。注文は月にわずか一度か二度ほどであったが、洒落のわかる客は非常に面白がったという[11]。一部の江戸っ子の間では「鰻重を頼み、あえて鰻を捨てて茶漬けにして食べる」のが粋な食べ方であるとされ、有名人では将棋棋士の木村義雄（十四世名人）などがそのような食べ方を好んだという[12]。
- 鰻と丼の情報発信サイト『うなぎ STYLE』編集部主催の日本流行丼大賞選考委員会が選考を行い、2020年の『日本流行丼大賞』金賞に「名古屋系うな丼」（炭焼うな富士）と「うな牛」（すき家）が選ばれている[13]。
- 1985年7月12日、昭和天皇が後水尾天皇を抜き歴代最高齢の天皇となった際、祝賀行事などは行われなかったが、側近らと鰻重を食べたという[14]。